# Lithosia atuntseica
Lithosia atuntseica är en fjärilsart som beskrevs av Daniel 1954. Lithosia atuntseica ingår i släktet Lithosia och familjen björnspinnare. Inga underarter finns listade i Catalogue of Life.